# Hyperaspis connectens
Hyperaspis connectens är en skalbaggsart som först beskrevs av Carl Peter Thunberg 1808.  Hyperaspis connectens ingår i släktet Hyperaspis och familjen nyckelpigor. Inga underarter finns listade i Catalogue of Life.